# Jahreszeiten des Lebens
Jahreszeiten des Lebens ist ein deutsches Stummfilmdrama aus dem Jahre 1915. Unter der Regie von Franz Hofer spielen Fritz Achterberg und Mia Cordes die Hauptrollen.

## Handlung
Der Bauernsohn Werner Volkmann heiratet eines Tages Hannchen, die Tochter der Witwe Jörgens. Die Ehe verläuft glücklich, und die Eltern bekommen einen Jungen, den sie Hans nennen. Nach 22 Jahren feiert dieser den Polterabend mit der Müllerstochter Gretel. Durch eine Unachtsamkeit brennt dabei die Mühle ab, und Gretel wie auch Hans finden hierbei den Tod. Auch der Tochter des Ehepaars Volkmann, die ebenfalls Hannchen genannt wird, geschieht ein dramatisches Unglück: Sie und ihr Freund, ein Jäger, werden von Werner bei einem Techtelmechtel im Wald überrascht. Dieser ist außer sich und will die unbefleckte Ehre seiner Tochter verteidigen. Das junge Glück flieht vor dem wütenden Papa Hannchens und stürzt dabei in einen Abgrund zu Tode. Werner Volkmann wird beschuldigt, die Katastrophe verursacht zu haben und muss nach einem Prozess für zehn Jahre hinter Gitter. Als gebrochener Mann kehrt er am Weihnachtstag heim und stirbt.

## Produktionsnotizen
Jahreszeiten des Lebens passierte im Oktober 1915 die deutsche Filmzensur und wurde mit Jugendverbot belegt. Die Uraufführung war Ende Dezember 1915 im Residenztheater in Karlsruhe. Der vieraktige Film besaß eine Länge von etwa 1500 Meter. In Österreich-Ungarn lief das Melodram am 15. Dezember 1916 an.
Fälschlicherweise wird häufig behauptet, dass Hans Albers hier sein Filmdebüt gegeben habe. Dies ist jedoch falsch, da Albers erst 1917 zum ersten Male vor der Kamera stand. Hingegen gaben Rita Clermont und Grete Weixler 1915 unter Franz Hofer, wenngleich beide nicht in dieser Produktion, ihr Filmdebüt.

## Kritik
In Paimann’s Filmlisten ist zu lesen: "Stoff, Spiel, Photos und Szenerie sehr gut."